# بلانش والش
بلانش والش (بالإنجليزية: Blanche Walsh)‏ هي ممثلة أمريكية، ولدت في 4 يناير 1873 بنيويورك في الولايات المتحدة، وتوفيت في 31 أكتوبر 1915.

## وصلات خارجية
- بلانش والش على موقع IMDb (الإنجليزية)
- بلانش والش على موقع قاعدة بيانات برودواي على الإنترنت (الإنجليزية)